# Список керівників держав 1559 року
Список керівників держав 1559 року — це перелік правителів країн світу 1559 року.
Список керівників держав 1558 року — 1559 рік — Список керівників держав 1560 року — Список керівників держав за роками

## Європа
- Англія
  - Король Англії — Єлизавета I (1558—1603)
- Балканський півострів
  - Герцогство Архіпелагу — Джованні IV (1517—1564)
  - Князь-єпископство Чорногорія — Роміл (1540—1559)
- Балтія
  - Велике князівство Литовське — Сигізмунд II Август (1548—1572)
  - Дерптське єпископство — Герман II Везель (1552—1560)
  - Езель-Вікське єпископство — Йоганн V фон Мюнхгаузен (1542—1560)
  - Курляндське єпископство — Йоганн IV фон Мюнхгаузен (1540—1560)
  - Лівонський орден — ландмейстер — Йоганн Вільгельм фон Фюрстенберг (1557—1559); Готтгард фон Кеттлер (1559—1561)
  - Ризьке архієпископство — Вільгельм Гогенцоллерн (1539—1563)
  - Держава Тевтонського ордену — великий магістр — Йоганн Вільгельм фон Фюрстенберг (1557—1559); Готтгард фон Кеттлер (1559—1561)
- Ірландія
  - Айргіалла — Арт Маол мак Реамойнн (1551—1560)
  - Десмонд — Домналл Мак Карті (1558—1596)
  - Тір Еогайн — Шон Доннгайлех ан Діоміус мак Квінн Бакайг (1559—1567)
- Італія
  - Венеційська республіка — дож Франческо Донато (1545—1563)
  - Гуастальське графство — Чезаре I Гонзага (1557—1575)
  - Мантуанське герцогство — герцог Гульєльмо Ґонзаґа (1550—1587)
  - Мірандола (герцогство) (Ducato della Mirandola) — Лудовіко II Піко делла Мірандола (1550—1568)
  - Герцогство Масси і Каррари — Альберіко I Чібо-Маласпіна (1553—1623)
  - Герцогство Модени і Реджо — Ерколе II д'Есте (1534—1559); Альфонсо II д'Есте (1559—1597)
  - Герцогство Парми та П'яченци — Оттавіо Фарнезе (1547—1583)
  - Неаполітанське королівство — Філіп I (1558—1598)
  - Сардинське королівство — Філіп II (1556—1598)
  - Сицилійське королівство] — Філіп II (1556—1598)
  - Сорське герцогство — Джуліо делла Ровере (1539—1578)
  - Принц-єпископство Тренто — Крістофоро Мадруццо (1539—1567)
  - Урбіно (герцогство) — Гвідобальдо II делла Ровере (1538—1574)
  - Феррарська сеньйорія — Ерколе II д'Есте (1534—1559); Альфонсо II д'Есте (1559—1597)
  - Маркграфство Фінале — Альфонсо II дель Карретто (1535—1583)
  - Флорентійське герцогство — Козімо I Медічі (1537—1569)
- Кавказ
  - Арагві (еріставство) (არაგვის საერისთავო) — Ясон I (1558—1580)
  - Картлі — Симон I (1556—1569)
  - Гурійське князівство — Ростом Гурієлі (1534—1564)
  - Самцхе-Саатабаго — Кайхосро II Джакелі (1545—1573)
  - Кахетинське царство — Леван (1520—1574)
  - Мегрельське князівство — Георгій III Дадіані (1546—1573)
  - Тюменське ханство (Кавказ) — Агіш (1550—1559); Токлуй (1559—1569)
- Німеччина
  - Герцогство Австрія — Фердинанд I (1522—1564)
  - Князівство Ангальт — Ангальт-Цербст (князівство) — до 1561 — володіння 3 братів; Ангальт-Дессау — Йоахим I (1516—1561; з братами); Ангальт-Кетен — Вольфганг (1508—1562)
  - Ансбах (князівство) — Георг Фрідріх (1543—1603)
  - Баварія (герцогство) — Альбрехт V (1550—1579)
  - маркграфство Баден-Баден — Філіберт (1536—1569)
  - Байройт (князівство) — Георг Фрідріх (1553—1603)
  - Берг (герцогство) — Вільгельм (1539—1592)
  - Берхтесгаден (пробство) — Вольфґанґ ІІ Ґрійстаттер (1541—1567)
  - Маркграфство Бранденбург — курфюрст Йоахім II (1535—1571)
  - Герцогство Брауншвейг-Люнебург — Франц-Оттон (1546—1559); Вільгельм ІІ Молодий (1559—1592)
  - Принц-єпископство Бріксен — Крістофоро Мадруццо (1542—1578)
  - Вадуц (графство) — Йоганн Людвіг I (1535—1566)
  - Вюртемберг (герцогство) — Христоф (1550—1568)
  - Вюрцбург (принц-єпископство) — Фрідріх фон Вірсберг (1558—1573)
  - Гессен (ландграфство) — Філіпп I (1509—1567)
  - Принц-єпископство Гільдесгайм — Буркхард фон Оберг (1557—1573)
  - Гольштейн-Піннеберг — Йоанн V (1531—1560)
  - Гоя (графство) (Grafschaft Hoya) — Альберт II (1545—1563)
  - Архієпископ Зальцбургу — Михаїл фон Кенбург (1554—1560)
  - Пфальц-Цвайбрюккен — Вольфганг (1532—1569)
  - Каммін (єпископство) — Йоганн Фрідріх I (1556—1564)
  - Герцогство Каринтія — Фердинанд I (1521—1564)
  - Кельнське курфюрство — Йоганн Ґебгард фон Мансфельд (1558—1562)
  - Кенігсегг (Königsegg) — барон Джон Джеймс (1553—1567)
  - Клеве (герцогство) — Вільгельм (1539—1592)
  - Констанц (князівство-єпископство) — Крістоф Метцлер (1548—1561)
  - Курпфальц — Отто Генріх (1556—1559); Фрідріх III (1559—1576)
  - Ліппе-Детмольд — Бернгард VIII (1536—1563)
  - Любекське князівство-єпископство — Андреас фон Барбі (1556—1559); Йоганн IX Тідеманн (1559—1561)
  - Архієпископ Майнца Даніель Брендель фон Гомбург (1555—1582)
  - Марк (графство) — Вільгельм (1539—1592)
  - Мекленбург-Гюстров — Ульріх Мекленбурзький (1555—1603)
  - Мекленбург-Шверін — Йоганн Альбрехт I Мекленбурзький (1547—1576)
  - Нассау-Саарбрюккен — граф Йохан IV (1554—1574)
  - Графство Ольденбург — Антон I (1548—1573)
  - Померанія-Вольгаст-Штольп — Філіп I Вольгастський (1532—1560)
  - Пруссія (герцогство) — Альбрехт (1525—1568)
  - графство Рітберг — Йоганн II (1552—1562)
  - Саксен-Веймар — Йоганн Вільгельм (1554—1573)
  - Саксен-Лауенбург — Франц I (1547—1571)
  - граф Тиролю — Фердинанд I (1521—1564)
  - Фельденц (графство) — Вольфганг (1532—1569)
  - Герцогство Штирія — Фердинанд I (1521—1564)
  - Юліх-Клеве-Берг — герцог Вільгельм (1539—1592)
- Піренейський півострів
  - Португальське королівство — король Себаштіан (1557—1578)
  - Наваррське королівство — Жанна III (1555—1572)
- Польща — Сигізмунд II Август (1548—1572)
  - Берутувське князівство — Йоганн Мюнстерберзький (1542—1565)
  - Бжезьке князівство — Георг II Бжезький (1547—1586)
  - Зембицьке князівство — Ізабелла Ягеллонка (1552—1559); перерва до 1565
  - Олесницьке князівство — Йоганн Мюнстерберзький (1542—1565)
  - Легницьке князівство — Фрідріх III Легницький (1556—1559); Генріх XI Легницький (1559—1576)
  - Тешинське герцогство — Вацлав III Адам (1528—1579)
- Касимовське ханство — Шах-Алі (1535—1566)
- Московське царство — Фван Грозний (1547—1584)
- Румунія; Молдова
  - Волощина — господар Мірча V Чобанул (1558—1559); Петру II Молодий (1559—1568)
  - Молдавське князівство — Олександр IV Лопушанин (1552—1561)
- Скандинавія
  - король Данії — Кристіан III (1534—1559); Фредерік II (1559—1588)
  - Король Норвегії — Кристіан III (1534–1559); Фредерік II (1559—1588)
  - Швеція — Густав I Ваза (1523—1560)
- Угорське князівство — король Фердинанд I (1526—1564)
- Східно-Угорське королівство — Янош II Жигмонд Заполья (1540—1571)
- Україна —
  - Кримське ханство — Девлет I Ґерай (1551—1577)
- Французьке королівство — Генріх II (1547—1559); Франциск II (1559—1560)
  - Барське герцогство — Карл III (1545—1608)
  - Голландія — Філіп II (1555—1581)
  - Люксембург (герцогство) — Філіп II (1556—1598)
  - Льєзьке єпископство — Роберт II ван Бергіс (1557—1563)
  - Монбельярське графство — Фрідріх I (1558—1608)
  - Монако — Оноре I (1523—1581)
  - Оранське князівство — Вільгельм I Оранський (1544—1584)
  - Савойське герцогство — Еммануїл Філіберт (1553—1580)
  - Фуаське графство — Антуан Бурбонський (1555—1562)
- Король Богемії (Чехія) — Фердинанд І (1526—1564)
- Шотландія
  - Король Шотландії — Марія I Стюарт (1542—1567)
- Святий Престол; Папська держава — папа римський — Павло IV (1555—1559); Пій IV (1559—1565)
- Вселенський патріарх — Йоасаф II Константинопольський (1556—1565)

## Азія
- Близький Схід
  - Рамазаногуллари — Пірі Мехмед-паша Рамазаноглу (1517—1567)
  - Османська імперія — Сулейман I (1520—1566)
  - Шаріфат Мекки — Абу Нумай II (1525—1566)
    - Ємен (еялет) — Кара Шахін Мустафа-паша (1556—1560)
- Персія; Середня Азія
  - Сефевідський Іран — Тахмасп I (1524—1576)
    - Карабаське беклярбекство — Шахверди-султан (1551—1568)
- Індія і Шрі-Ланка
  - Аділ-шахи — Алі Аділ-шах I (1558—1579)
  - Ахмеднагарський султанат — Хусейн Нізам-шах I (1553—1565)
  - Ахом — Сукхаамфа (1552—1603)
  - Бенгальський султанат — Гіяс ад-дін Багадур-шах II (1555—1561)
  - Берарський султанат — Дар'я Імад-шах (1530—1561)
  - Бідарський султанат — Алі Барід-шах I (1542—1580)
  - Віджаянагарська імперія — Садашіварая Тулува (1542—1570)
  - Гархвал (держава) — Прітві Шах (1552—1614)
  - Горкха (королівство) — Дравія-шах (1559—1570)
  - Султанат Голконда — Ібрагім Кулі Кутб-шах (1550—1580)
  - Гуджаратський султанат — Ахмед-шах III (1554—1561)
  - Джайпур (князівство) — Біхарі Дас (1548—1574)
  - Джайсалмер (князівство) — Малдев Сінгх (1551—1562)
  - Джодхпур (князівство) — Малдева Ратхор (1532—1562)
  - Імперія Великих Моголів — Акбар I Великий (1556—1605)
  - Канді (королівство) — Караліядде Бандара (1552—1583)
  - Кашмірський султанат — Хабіб-шах (1557—1562)
  - Майсур (князівство) — Тіммараджа Водеяр II (1553—1572)
  - Малавський султанат — Тіммараджа Водеяр II (1553—1572)
  - Династія Малла — Амара Малла (1530—1560)
  - Мевар (князівство) — Удай Сінґх II (1540—1572)
  - Мустанг (королівство) — Г'яхор Палден (1550-ті)
  - Нарвар — Аскаран (1548—1599)
  - Хандеський султанат — Міран Мубарак-шах (1537—1566)
  - Джафна (держава) — Чанкілі І (1519—1561)
  - Котте (королівство) — Дгармапала (1551—1597)
  - Сітавака — Маядуне (1521—1581)
  - Губернатор Португальської Індії — Константину де Браганса (1558—1561)
- Індонезія; Південно-Східна Азія
  - Султанат Ачех — Алауддін аль-Кахар (1537/1539-1571)
  - Аюттхая (королівство) — Маха Чаккрапхат (1548—1564)
  - Банджармасін (султанат) — Рахматуллах (1546—1570)
  - Султанат Бантен — Маулана Хасануддін (1552—1570)
  - Брунейська імперія — Саїф Ріджал (1530? — 1581)
  - Демак (султанат) — ? (1558—1568)
  - Джамбі (султанат) — Панембахан Ренгас Пандак (1540—1565)
  - Султанат Джохор — Алауддін Ріаят-шах II (1528—1564)
  - Династія Мак — Мак Фук Нгуєн (1546—1561)
  - Ланна (держава) — Мекут (1551—1564)
  - Лансанг — Сеттатірат (1548—1571)
  - Пагаруюнг — Мегаварна (1540—1570)
  - Могн'їн (князівство) — Хсо Хкуан Хпа (1547—1564)
  - Магінданао (султанат) — Мака-аланг Сарипада (1543—1574)
  - Маніла (країна) — Раджа Сулейман (1558—1571)
  - М'яу-У — Мінсохла (1556—1561)
  - Кедах (султанат) — Музаффар-шах III (1547—1602)
  - Нгуєн (тюа) — Нгуєн Хоанг (1558—1613)
  - Пандуранга — По Ат (1553—1578)
  - Султанат Сулу — Амірул-Умара (Муїззул Мутаваддін, Насіруддін; 1519—1579)
  - Таунгу — Баїннаун (1551—1581)
  - Тернатський султанат — султан Хайрун Джамілу (1535—1570)
  - Тідорський султанат — Гава (1550—1560)
- Кхмерська імперія — Баром Рачеа I (1556—1576)
- Накхонситхаммарат (держава) — Пхрая Понларат (1553 — ?)
- Китай; Монголія
  - Тибет — десі (регент-володар) — Нгаван Таші Дракпа (1557—1564)
    - У-Цанг — Дондуп Цетен Дордже (1544—1565)

  - Династія Мін — Чжу Хоуцун (1521—1567)
  - Династія Північна Юань — Дарайсун-Годен-хан (2557—1564)
- Окінава; Королівство Рюкю — Сьо Ґен (1555—1572)
- Корея
  - Чосон — Мьонджон (1545—1567)
- Середня Азія і Сибір
  - Балхське ханство — Пірмухаммед-хан I (1546—1566)
  - Дербен-Ойрат — Хонгор-нойон (1530—1577)
  - Казахське ханство — Хак-Назар-хан (1537—1580)
  - Марашіян — Абдаллах III (1550—1561)
  - Східний Могулістан — Шах-хан (1543—1570)
  - Велика Ногайська Орда — Ісмаїл-бей (1557—1563)
  - Сибірське ханство — Бек-Булат (1530—1563)
  - Хівинське ханство — Хаджи Мухаммад-хан (1558—1593)
  - Держава Шейбанідів — Пірмухаммед-хан I (1556—1561)
  - Яркендське ханство — Абд ар-Рашид-хан I (1533—1559); Абд ал-Карім-хан (1559—1591)
- Японія — Імператор Оґіматі (1557—1586)

## Африка
- Адал — Баракат ібн Умар Дін (1555—1559). Зникнення.
- Алжирський еялет — Гасан-паша (1545—1567)
- Аллада (держава) — Хуезе (1550—1560)
- Багірмі (королівство) — Мало (1548—1568)
- Бамум (держава) — мфон Фіфен (1544—1568)
- Баол (держава) — Ніокор (1550—1560)
- Борну — Дунама VI (1546—1562)
- Буганда — Мулондо (1555—1564)
- Ваало — Нд'ак Ко Ндяй Мбан'їк (1556—1565)
- Варсангалі (султанат) — гараад Мохамуд III (1555—1585)
- Ваттасиди — Абдаллах аль-Галіб (1557—1574)
- Волоф (держава) — Аль-Бурі Пенда (1549—1566)
- Імператор Ефіопії — Ґелавдевос (1540—1559); Мінас (1559—1563)
- Єгипетський еялет — Іскандер-паша (1556—1559); Софу Хадим Алі-паша (1559—1560)
- Королівство Імерина — Андріаманелу (1540—1575)
- Кайор — Амарі Нгоне I (1549—1593)
- Койя (королівство) — Фаріма II (1550—1560)
- Королівство Конго — Діогу I (1545—1561)
- Імперія Малі — Махмуд III (1496—1559); внутрішня боротьба до 1590
- Мономотапа — мвене-мутапа Чиведжре Ньясоро (1550—1560)
- Ндонго — Ндамбі-а-Нгола (1556—1561)
- Нрі — Езе Нрі Фенену (1512—1582)
- Салум — Латілор Бадіане (1550—1559); Валбумі Ділен Ндіає (1559—1567)
- Сеннар (султанат) — Умара Абу Сакайкін (1558—1568)
- Імперія Сонгаї — Аскія Дауд (1549—1582)
- Імперія Фута Торо — Гелааджо Бамбі (1539—1563)
- Харер (султанат) — Нур ібн Муджахід (1559—1567)
- Хафсіди — Абу'л Аббас Ахмад III (1543—1569)

## Південна Америка
- Інки — Інка Вількабамби Сайрі Тупак (1544—1560)
- Португальська Бразилія — Мем ді Са (1558—1572)
- Віцекоролівство Перу — Андрес Уртадо де Мендоса (1556—1561)
- Генерал-капітанство Чилі — Гарсія Уртадо де Мендоса (1557—1561)

## Північна Америка
- Тескоко (держава) — Тлауітолцин (1539—1564)